# 厳顔
厳 顔（げん がん、生没年不詳）は、中国後漢末期から三国時代の武将。益州巴郡臨江県の人。

## 経歴
劉焉、次いで劉璋に仕え、巴郡太守だった趙筰の部将であった。建安16年（211年）、劉備が劉璋の招きで入蜀すると、「一人で奥山に座し、猛虎を放って我が身を守るようなものだ」と嘆息したという。
建安17年（212年）、劉備が益州を奪い取ろうと攻めて来た時にも巴郡を守っていたが、劉備軍の張飛の攻撃に遭って捕らえられた。捕虜になったのだから自分に跪けと言う張飛に対し、「お前達は無礼にも、我が州を侵略した。我が州に首を刎ねられる将軍はいても、降伏する将軍はいない。早く首を斬れ」と堂々と言い放った。張飛は腹を立てたが、厳顔はさらに「匹夫め、さっさと斬れ。怒るだけ無駄だ」と言い放った。この事で張飛は感嘆し、厳顔の縄を自ら解き、厚く持て成したといわれている。このため厳顔も降伏し、以後は劉備の家臣となった。
類似した逸話は由利維平にも存在し、捕虜の身でありながら「運尽きて囚人と為るは、勇士の常」と堂々とした態度で梶原景時の無礼をたしなめ、畠山重忠が礼を尽くすと尋問に応じた。それを見ていた源頼朝も「勇敢の誉れ有るに依って」罪を許した。
正史において厳顔の記述は少なく、生没年も不詳で、『三国志演義』で描かれるような老将という表現も無い。ただ、張飛に言い放った言葉だけは明確に記述されている。この言葉が厳顔の存在を際立たせていると言える。

## 『三国志演義』など
小説『三国志演義』で厳顔は老将の設定だが、正史で老将なのは張任である。張飛に降伏した後、自ら他の守将に降伏勧告を行なっている。その後は黄忠と共に老将コンビを結成して漢中攻略の際には大いに活躍している。
南宋末期の右丞相文天祥が作った詩「正気の歌」にも、蘇武・張巡ら歴代の忠臣義士と並んで厳顔が登場する。
重慶市忠県で三国時代の墓が発見された際、地元の言い伝えを根拠に厳顔の墓であると主張された事があった。